# Solid
Solid は KDE 4向けの新しいデバイス統合フレームワークである。Solid 自体はハードウェアを管理しないが、単一 API を通して既存のソリューションにアクセスできるようにするので、Phonon と同様の役割を果たす。現在のソリューションでは HAL、NetworkManager と BlueZ（公式 Linux Bluetoothスタック）を使っている。しかし、どのすべての部分もアプリケーションを壊すことなく置き換えることができ、Solid を使ったアプリケーションを極めて柔軟性と移植性が高いものにする。
Solid は多くのハードウェア「ドメイン」に分けられ、それらは独立して動作し、ドメインは必要なだけ追加できる。例えば一つのドメインが bluetooth で、もう一つが電源管理であってもよい。Solid は KDE 4やKDE 4の有名なアプリケーションで広く使われており、それらのハードウェアのイベントへの認識を高めて、開発し易くしている。